# Ejército por la Libertad y la Tierra de Kenia
El Ejército por la Libertad y la Tierra de Kenia (KLFA), también conocido como Mau Mau, fue un grupo insurgente keniano que luchó contra el dominio colonial británico en Kenia durante la rebelión Mau Mau de 1952 a 1960. Su membresía estaba compuesta en gran parte por el pueblo Kikuyu. La KFLA estuvo dirigida por Dedan Kimathi durante la mayor parte de su existencia. Después de cuatro años, las fuerzas británicas lograron destruir militarmente al KFLA y Kimathi fue capturado y ejecutado en 1957. Aunque la rebelión Mau Mau fue finalmente reprimida, jugó un papel importante en el logro de la independencia de Kenia, que se produjo en 1963.

## Historia

### Orígenes
Los miembros de la KLFA estaban formados en gran parte por el pueblo Kikuyu, a muchos de los cuales los funcionarios coloniales británicos les confiscaron sus tierras y las entregaron a colonos blancos a principios del siglo XX. La KFLA abrazó ideologías nacionalistas y anticoloniales africanas y estuvo dirigida por Dedan Kimathi durante la mayor parte de su existencia.

### Levantamiento de Mau Mau
La KFLA inició lo que ahora se llama el levantamiento Mau Mau en 1952. Después de cuatro años de operaciones de contrainsurgencia, las fuerzas británicas lograron neutralizar en gran medida al KFLA como amenaza militar, y Kimathi fue capturado y ejecutado por las autoridades coloniales en 1957. La rebelión Mau Mau fue completamente derrotada en 1960.
Durante la rebelión, los británicos mataron a miles de insurgentes del KFLA, incluidas 1.090 personas que fueron ejecutadas por las autoridades coloniales. Las cifras oficiales afirman que 11.000 insurgentes fueron asesinados, aunque la Comisión de Derechos Humanos de Kenia ha estimado que "90.000 kenianos fueron ejecutados, torturados o mutilados durante la represión, y 160.000 fueron detenidos en condiciones espantosas". El profesor de la Universidad de Oxford, David Anderson, estimó que hasta 25.000 personas murieron durante el conflicto. La administración colonial también internó en campos de detención al menos 80.000 kenianos sospechosos de estar afiliados a la KFLA, y algunas estimaciones elevan el número de detenidos a 320.000 personas. La tortura fue generalizada contra los detenidos y en 1959, los guardias del campo mataron a 11 prisioneros en la masacre de Hola. La KFLA también cometió numerosas atrocidades, incluida la masacre de Lari, y asesinó al menos a 1.819 civiles kenianos.

### Estructura
Una sección del KFLA estaba formado por entre 500 y 2.000 insurgentes. Si el pelotón contaba con miles de personas, su general estaba asistido por un coronel y un brigadier. Los generales del KFLA incluían a Chui, Kassam Njogu, China, Stanley Mathenge, Kubu Kubu y Bamuingi. La captura de Kimathi el 21 de octubre de 1956 paralizó fatalmente a la KFLA y, en última instancia, jugó un papel importante en el fin de la rebelión.

### Sistemas de información
Uno de los logros más importantes de la KFLA fue el desarrollo de un sistema de información sólido y eficaz que combinaba experiencias orales de kenianos comunes y corrientes con trabajos impresos. Se produjeron canciones para transmitir información importante y aumentar la conciencia política y, al mismo tiempo, se publicarían periódicos. La KFLA publicó más de 50 periódicos en diferentes idiomas, como suajili, kikuyu y otros idiomas de Kenia. Los miembros de la KFLA también produjeron una gran cantidad de grabaciones sonoras y tenían sus propias imprentas.

## Secuelas e impacto
Aunque la rebelión Mau Mau fue finalmente reprimida, jugó un papel importante en el logro de la independencia de Kenia, que se produjo el 12 de diciembre de 1963. Después de la independencia, el ex general del KFLA Bamuingi continuó liderando un equipo de ex insurgentes del KFLA que fueron asesinados por las fuerzas de seguridad de Kenia que operaban bajo el mando de Jomo Kenyatta. Habían regresado a los bosques en 1965 para luchar contra el nuevo gobierno de Kenia, alegando que la independencia sólo beneficiaba a los colaboradores probritánicos y a los políticos moderados. Sus cuerpos fueron exhibidos en el municipio de Meru durante tres días como los "últimos jefes de los terroristas de la libertad Mau-Mau".